# Australasian Championships 1907
Die 3. Australasian Championships 1906 waren ein Tennis-Rasenplatzturnier der Klasse Grand Slam. Es fand vom 18. August bis 24. August 1907 in Brisbane, Australien statt.

## Herreneinzel
Horace Rice gewann gegen  Harry Parker, mit 6:3, 6:4, 6:4.

## Herrendoppel
William Gregg und  Harry Parker gewannen gegen  Horace Rice  und  George Wright, mit 6:2, 3:6, 6:3, 6:2.